# The Rhythm of the Heat
The Rhythm of the Heat ist ein Lied des britischen Pop-Rock-Musikers Peter Gabriel aus dem Jahr 1982.

## Entstehung und Veröffentlichung
Das Lied wurde von Peter Gabriel geschrieben und von Frühling 1981 bis Sommer 1982 mit den Manor Mobile Studios und in Gabriels damaligem Tonstudio in Ashcombe House, Swainswick, Somerset und in den Crescent Studios in Bath aufgenommen.
Gabriel zeichnete darüber hinaus, zusammen mit David Lord, für die Produktion verantwortlich.The Rhythm of the Heat war einer der ersten Songs, die Gabriel für sein viertes Studioalbum entwickelte. In seinem frühesten Stadium bestand der Song aus rohem Gesang und einem einfachen Backing Track. Ähnlich wie andere Songs auf dem Album baute Gabriel The Rhythm of the Heat eher auf einer Reihe von Rhythmen als auf einer Akkordfolge auf, wobei er Drumcomputer und eine Rhythmusbox einsetzte, um dies zu erreichen. Der größte Teil der Musik für The Rhythm of the Heat war schon früh fertig, während andere musikalische Ideen für die Songs des Albums im Tonstudio mit dem Produzenten David Lord ausgearbeitet wurden.
The Rhythm of the Heat gehörte zu den Songs, die Gabriel am 16. Juli 1982 bei dem allerersten WOMAD-Festival spielte, das er organisierte, um Künstler aus der ganzen Welt zu präsentieren und die vielfältigen Formen von Musik, Kunst und Tanz aus aller Welt zu feiern und das Bewusstsein für den Wert und das Potenzial einer multikulturellen Gesellschaft zu schärfen. Das Festival fand drei Tage lang im Juli auf dem Royal Bath and West Showground in Somerset, England, statt. Der größte Teil seiner Setlist bestand aus Titeln seines vierten selbstbetitelten Studioalbums mit dem Namen Peter Gabriel (Security), das zu diesem Zeitpunkt noch nicht erschienen war. Die Erstveröffentlichung von The Rhythm of the Heat erfolgte als Eröffnungsstück dieses Albums am 6. September 1982. Am 1. August 2025 wurde The Ryhthm of the Heat als digitale Single im Rahmen der Ankündigung für das Livealbum Live at WOMAD 1982 des gesamten Auftritts für die Veröffentlichung am 8. August 2025 veröffentlicht.
Der Song diente als Opener für Gabriels Security Tour von 1982, bei der Mitglieder seiner Band mit Marschtrommeln durch das Publikum liefen, bevor sie die Bühne erreichten. Bei diesen Auftritten sang Gabriel auf einem erhöhten Podest, wo seine Bewegungen laut dem Konzertkritiker Bill Provick „von dramatischem Gegenlicht umrissen“ wurden. Veröffentlicht wurde am 8. Juni 1983 eine Aufnahme dieser Tournee aus dem Herbst 1982 in den USA im Mittleren Westen auf Gabriels erstem Livealbum Plays Live.
Eine instrumentale Überarbeitung des Songs wurde 1985 unter dem Titel The Heat wurde später auf Gabriels Soundtrack-Album Birdy von 1985 zu dem gleichnamigen Film von Alan Parker aufgenommen.
Am 2. November 2003 wurde The Rhythm of the Heat auf der zweiten CD des Kompilationsalbums Hit in allen Regionalversionen veröffentlicht.
Gabriel sang den Song auch 2007 während seiner The Warm Up Tour in Europa, die anlässlich des 25-jährigen Jubiläums von WOMAD auch am 27. Juli 2007 in Wiltshire Halt machte. Die Audio-Veröffentlichung war auf den Konzertmitschnitten der Encore Series auf CD dieser Tournee enthalten.
Im Jahr 2010, als Gabriel mit seinem Cover-Album Scratch My Back auf Tournee war, wurde The Rhythm of the Heat in die Setlist aufgenommen, um diese mit Originalmaterial zu ergänzen. Für diese Auftritte entschied sich Gabriel erstmals, auf das Schlagzeug zu verzichten und stattdessen eine Orchester-Besetzung unter der Leitung und in der Bearbeitung des neuseeländischen Komponisten John Metcalfe als Arrangeur zu verwenden. Gabriel spielte den Song in orchestraler Form bis 2012 weiter, unter anderem als Teil eines sieben Songs umfassenden Sets auf dem Hop Farm Festival.
Am 10. Oktober 2011 veröffentlichte Gabriel die orchestrale Neuaufnahme von The Rhythm of the Heat auf seinem Album New Blood, die zusammen mit John Metcalfe entstand, ebenfalls als Eröffnungstrack. Diese Version wurde mit dem New Blood-Orchestra ebenfalls 2011 auf der The New Blood Tour gespielt. Eine Live-Aufnahme aus der Anfiteatro Arena Di Verona (Verona, Venetien) erschien am 26. September 2010 online in dem Konzertfilm Live in Verona – Scratch My Back and Taking The Pulse. Eine Aufnahme vom März 2011 aus einem Konzert in dem Hammersmith Apollo (London, Hammersmith, Vereinigtes Königreich) wurde am 23. April 2012 auf dem Livealbum Live Blood veröffentlicht. Als Video erschien diese Aufnahme am 24. Oktober 2011 in dem Konzertfilm New Blood: Live in London.

## Hintergrund

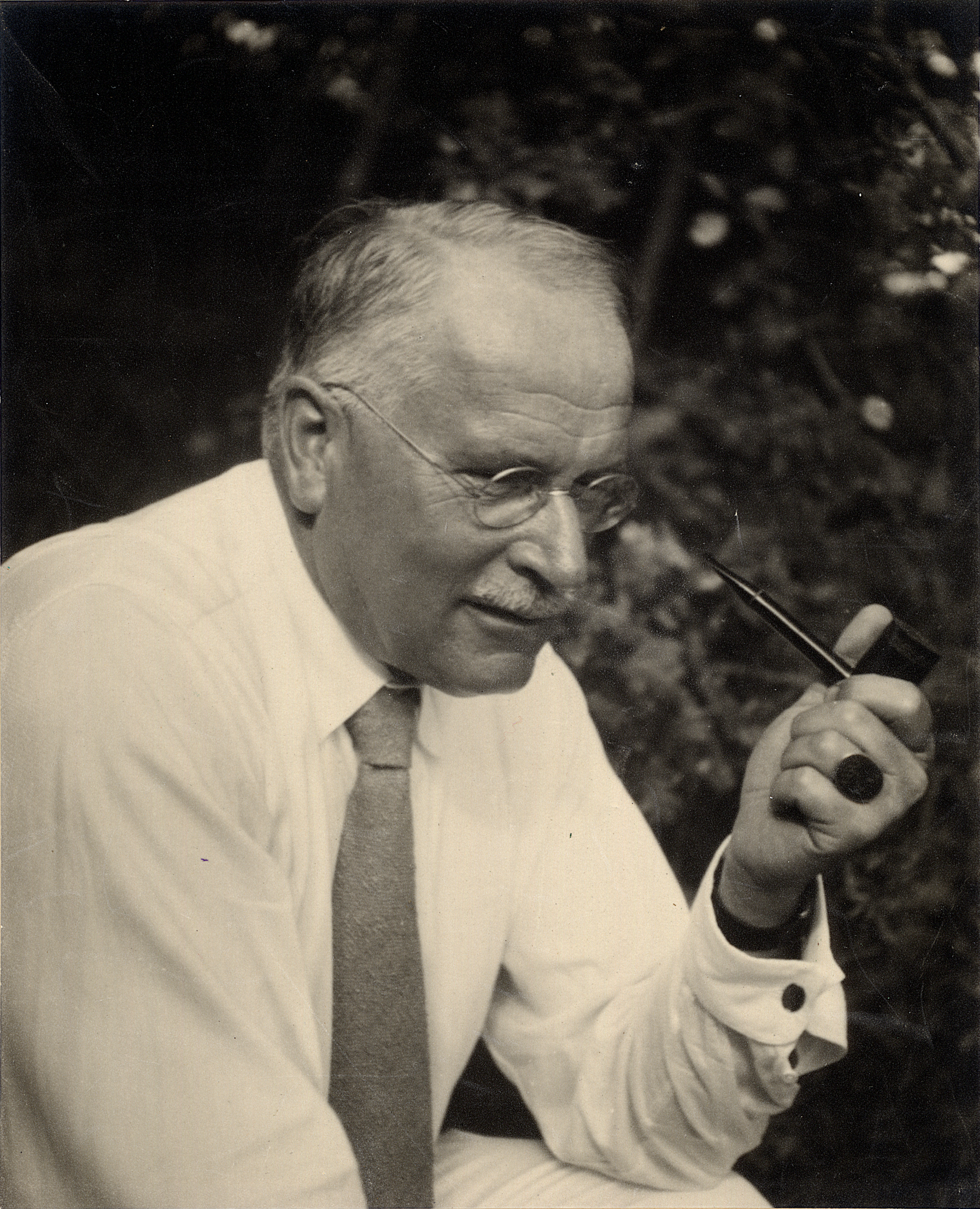
Carl Jung im Jahr 1935

Der Arbeitstitel für The Rhythm of the Heat lautete Jung in Africa und bezog sich auf die Erfahrungen des Schweizer Psychiaters Carl Gustav Jung, der in Afrika 1925/26 nach Nordafrika und nach Ostafrika zu den Eingeborenenstämmen am Mount Elgon reiste. Gabriel war ein Leser von Jungs Werken und erfuhr, dass der Psychiater eine Gruppe afrikanischer Trommler und Tänzer besuchte. Während der Zeit, die Jung mit ihnen verbrachte, war er von ihren Darbietungen überwältigt und befürchtete, dass die eindringliche Musik und der Tanz ihn erdrücken würden. Gabriel erfuhr davon aus Jungs Buch The undiscovered self with Symbols and the interpretation of dreams (=Symbole und Traumdeutung).

„Ich liebe die Vorstellung von diesem Mann, der viel von unserer westlichen Denkweise geprägt hat, der in seinem Kopf und in seinen Träumen lebt und plötzlich in diese Sache hineingezogen wird, der er nicht ausweichen kann, wo er die Kontrolle völlig loslassen muss und das Gefühl hat, dass er in gewisser Weise besessen ist, nicht von einem Teufel, sondern von dieser Sache, die größer ist als er, und ich denke, es gibt ein bisschen von diesem Gefühl, dass der Europäer die afrikanische Musik erforscht.“

## Musik
Der Song beginnt mit einem geloopten Sample einer Kolbenflöte, gespielt auf einem Fairlight CMI. Ein weiteres Sample aus dem Fairlight, der Pizztwang, wurde durch Verlangsamung von Hackbrettern und anderen Saiteninstrumenten erzeugt; dieser Sound setzt nach einer kurzen wortlosen Gesangspassage von Gabriel ein. Zusätzlich zu einem normalen Schlagzeug spielte Jerry Marotta ein Herzschlag-Pattern auf einem Surdo, das in der zweiten Strophe eingeblendet wird.
Gabriel wollte am Ende von The Rhythm of the Heat einen ghanaischen Kriegstanz heraufbeschwören und ergänzte den Abschnitt mit lauten Bassakzenten. Die ghanaischen Trommeln am Ende des Songs wurden von der Ekome Dance Company gespielt, einer afro-karibischen Performance-Gruppe aus Bristol. Lord hatte zuvor mit dem Ensemble in den Crescent Studios gearbeitet und sie gebeten, bei der Aufnahme mitzuspielen.

## Verwendung in anderen Werken
1985 wurde der Song in der Eröffnungsszene in Am Rande der Hölle (Originaltitel: Evan), der 21. Folge der 1. Staffel von der US-amerikanischen Fernsehserie Miami Vice verwendet und erschien 1994 in der Fassung The Heat aus dem Soundtrack Birdy des gleichnamigen Films von Alan Parker auch in dem Film Natural Born Killers von Oliver Stone.

## Der Rhythmus der Hitze
Von diesem Lied wurde wie von allen anderen Liedern des Albums Peter Gabriel (Security) eine deutschsprachige Version unter dem Titel Der Rhythmus der Hitze kreiert, die am 1. November 1982 auf dem Album Deutsches Album in Westdeutschland erschien. Gabriel singt darauf selbst den von Horst Königstein auf Deutsch übersetzten Text. Peter Gabriel arbeitete sorgfältig mit Horst Königstein zusammen, um sicherzustellen, dass der deutschsprachige Text mehr ist als eine einfache Übersetzung des englischsprachigen Originals. Die Sprache vermittelt nicht nur die Bedeutung und die beabsichtigte Bildsprache des ursprünglichen Songs, sondern ermöglicht es den Worten auch, zur Musikalität des Liedes beizutragen.

## Mitwirkende
(Quelle:)

### Musiker
- Ekome Dance Company – ghanaische Trommeln
- John Ellis – Begleitgesang
- Larry Fast – Moog & Prophet 5-Synthesizer
- Peter Gabriel – Gesang, Fairlight CMI, Linn-Drumcomputer-Programmierung, Prophet 5-Synthezizer, Surdo
- Tony Levin – Bassgitarre
- Jerry Marotta – Schlagzeug, Surdo
- David Rhodes – Begleitgesang

### Technisches Personal
- Ian Cooper – Mastering-Techniker
- Peter Gabriel – Produktion
- Mike King – Schnitt
- David Lord – Toningenieur, Produktion
- Neil Perry – Assistent des Toningenieurs

## Rezensionen
Zusammen mit San Jacinto bezeichnete Tim Bowness von dem US-amerikanischen Musikmagazin Louder The Rhythm of the Heat als eine von Gabriels ehrgeizigsten Kompositionen. Adam Sweeting von dem britischen Musikmagazin Melody Maker sagte, dass das Ende des Songs „Intensität und massive Atmosphäre aufbaut“ und fügte hinzu, dass es als passender Soundtrack für einen Peter-Weir-Film dienen würde. Der Peter-Gabriel-Biograf Spencer Bright meinte, der Song sei „Gabriels stärkster Ausdruck rhythmischer Kraft und erforscht seine immerwährende Besessenheit von spiritueller Transformation, in diesem Fall Jungs Erfahrungen in Afrika“. Das US-amerikanische Digitalmagazin Paste setzte den Song auf Platz 12 seiner Liste der 20 besten Peter-Gabriel-Songs.